# Pinguin-Pullover
Pinguin-Pullover sind Pullover, die für Pinguine gestrickt werden, die in einen Ölteppich geraten sind. Die Pullover verhindern, dass Pinguine, die mit Öl in Verbindung gekommen sind, ihr Gefieder putzen, und halten sie warm. So soll vermieden werden, dass sich die Tiere mit dem Öl vergiften. Außerdem zerstört das freigesetzte Öl die natürliche dünne Ölschicht auf dem Gefieder der Pinguine, die zugleich den Einschluss von wärmeisolierender Luft und über Verschieblichkeit leichte Beweglichkeit des Körpers ermöglicht. Die Pullover werden ausgezogen und entsorgt, sobald die Pinguine gewaschen werden können.
Erfunden wurden die Pinguin-Pullover im Zuge der Ölverschmutzung im Januar 2000 im Phillip Island Nature Park. Mit dem Penguin Jumpers Project wurden Privatpersonen dazu aufgerufen, solche Pullover herzustellen. Über 15.000 Pullover wurden eingeschickt. Die Strickmuster sind immer noch online verfügbar, weil nachfolgende Ölverschmutzungen es erforderlich machten. Überzählige bereits hergestellte Pullover wurden für einen zukünftigen Gebrauch aufbewahrt.
Nach einem Ölunfall vor Neuseeland 2011 wurde in einem Strickforum ebenfalls ein Appell für handgestrickte Pinguin-Pullover gestartet und hunderte wurden eingesendet. In diesem Fall wurde allerdings keiner der Pullover benutzt. Die Genesung der Pinguine wurde durch Haltung in warmem Wasser und unter Hitzelampen herbeigeführt.
Ein den Pullovern ähnlicher Neoprenanzug wurde für einen Pinguin hergestellt, der seine Federn verloren hatte. Ähnliche Kleidungsstücke werden auch zur Rehabilitierung von Legebatteriehühnern hergestellt.
Seit 2014 nimmt die australische Penguin Foundation zwar weiterhin handgefertigte Pinguin-Pullover an, nutzt sie aber nicht mehr zur Rehabilitierung von Pinguinen. Stattdessen werden sie zur Bekleidung von Spielzeugpinguinen verwendet, die verkauft werden, um Geld für die Stiftung zu sammeln.
 Im Frühjahr 2015 berichteten australische und britische Medien, dass auch der älteste Australier, der 109-jährige Alfred Date, Pullover für die Pinguine von Phillip Island stricke.